# Almiserà
Almiserà, en valencien et officiellement, (Almiserat en castillan), est une commune d'Espagne de la province de Valence dans la Communauté valencienne. Elle est située dans la comarque de la Safor et dans la zone à prédominance linguistique valencienne.

## Géographie

Localisation d'Almiserà
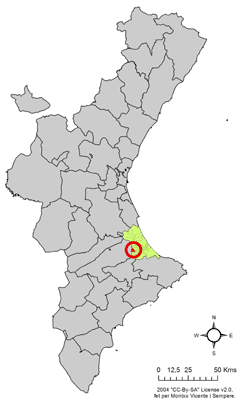
dans la Communauté valencienne.
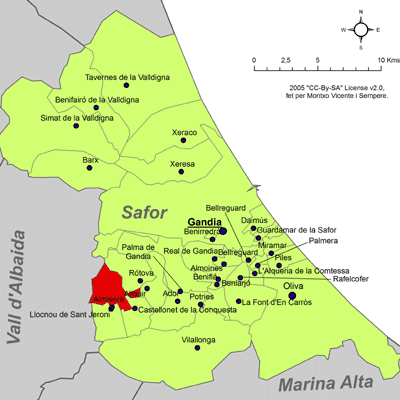
dans la comarque de la Safor.

### Sources
- (es) Varaciones de los municipios de España desde 1842, Ministerio de administraciones públicas, octobre 2008, 364 p. (lire en ligne) [PDF]